# Charmentray
Charmentray – miejscowość i gmina we Francji, w regionie Île-de-France, w departamencie Sekwana i Marna.
Według danych na rok 1990 gminę zamieszkiwało 236 osób, a gęstość zaludnienia wynosiła 51 osób/km² (wśród 1287 gmin regionu Île-de-France Charmentray plasuje się na 967. miejscu pod względem liczby ludności, natomiast pod względem powierzchni na miejscu 705.).